# Região de Black Dirt

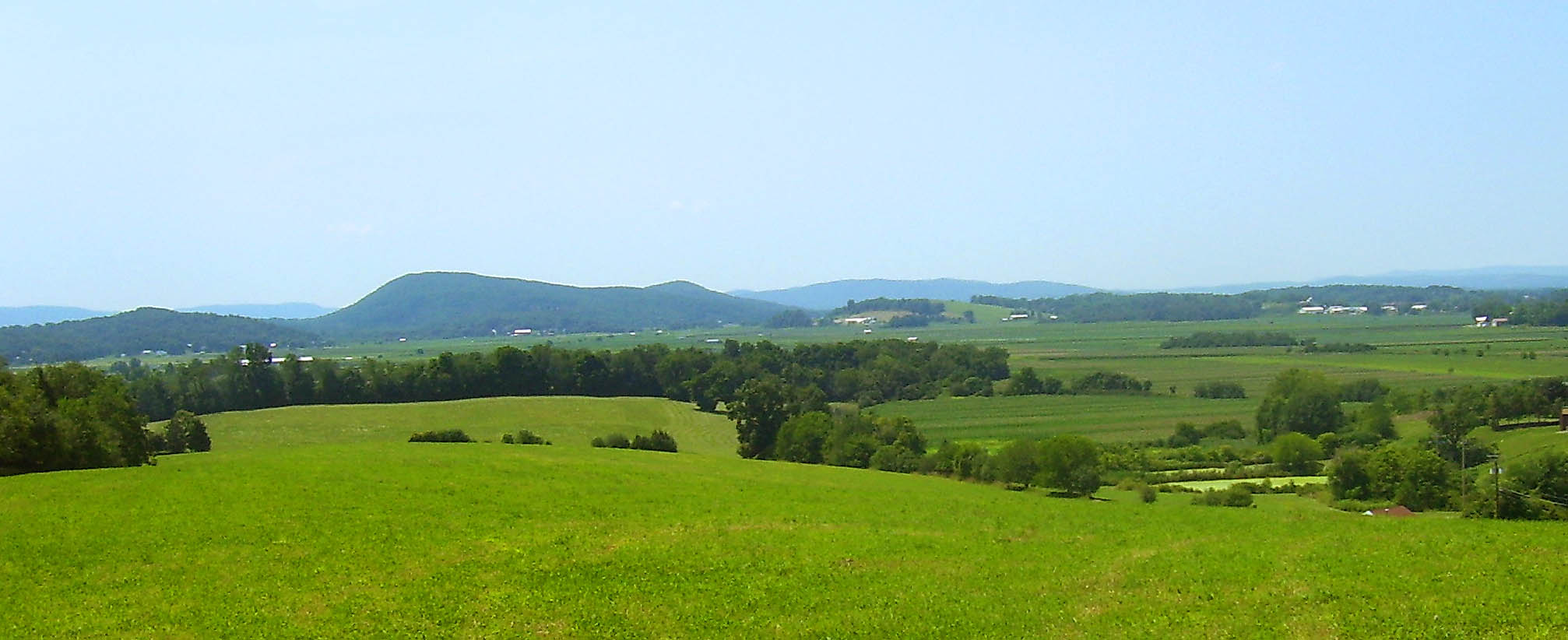
Região de Black Dirt em Nova Iorque

A Região de Black Dirt é uma região não-oficial norte-americana localizada na parte sul do Condado de Orange, no estado de Nova York e parte norte do Condado de Sussex, Nova Jersey. Se concentra praticamente na seção norte da Vila de Warnick, centrada entre a vila de Pine Island. Algumas áreas da região se estendem sobre as cidades de Goshen e Wawayanda em Nova York e partes de Wantage e Vernon em Nova Jersey. 
Seu nome deriva-se do solo escuro e fértil originado de um antigo lago glacial transbordado por muito tempo pelo Rio Wallkill.